# اچ‌دی ۱۸۷۰۸۵
اچ‌دی ۱۸۷۰۸۵ یک ستاره است که در صورت فلکی کمان قرار دارد.